# راجاه
راجاه (انگلیسی: Rajah) شرکت رسانه‌ای فیلیپینی است، که در سال ۱۹۶۳ تأسیس شد.